# Adele Romanski
Adele Romanski (Sarasota, 10 novembre 1982) è una produttrice cinematografica e produttrice televisiva statunitense, vincitrice dell'Oscar al miglior film nel 2017 per Moonlight.

## Biografia
Nata a Sarasota e cresciuta a Venice, in Florida, nel 2004 si è laureata all'università statale della Florida. Tra i suoi compagni di corso c'erano i registi Barry Jenkins e David Robert Mitchell, con cui avrebbe lavorato in seguito.
Attiva nel cinema indipendente, tra i suoi primi lavori da produttrice c'è stato il lungometraggio d'esordio di Mitchell, The Myth of the American Sleepover (2010), prodotto per circa 50 mila dollari e candidato agli Independent Spirit Awards. Romanski è nota principalmente per aver prodotto il film Moonlight (2016), di cui è stata determinante nello sviluppo, convincendo in primis Jenkins a dirigerlo, per poi suggerire Mahershala Ali per il ruolo di Juan. Moonlight ha finito per vincere tre premi Oscar 2017 su otto candidature, tra cui quello per il miglior film, condiviso da Romanski con Dede Gardner e Jeremy Kleiner della finanziatrice Plan B Entertainment.
Nel 2018 ha fatto parte della giuria della 68ª edizione del Festival di Berlino.
È sposata col direttore della fotografia James Laxton, che ha lavorato a molti film da lei prodotti.

## Filmografia

### Produttrice

#### Cinema
- Solo per una notte (The Freebie), regia di Katie Aselton (2010)
- The Myth of the American Sleepover, regia di David Robert Mitchell (2010)
- Black Rock, regia di Katie Aselton (2012)
- Bad Milo!, regia di Jacob Vaughan (2013)
- War Story, regia di Mark Jackson (2014) - co-produttrice
- Paperback, regia di Adam Bowers (2015) - produttrice esecutiva
- Morris l'americano (Morris from America), regia di Chad Hartigan (2016)
- Kicks, regia di Justin Tipping (2016)
- Moonlight, regia di Barry Jenkins (2016)
- Gemini, regia di Aaron Katz (2017)
- Under the Silver Lake, regia di David Robert Mitchell (2018)
- Se la strada potesse parlare (If Beale Street Could Talk), regia di Barry Jenkins (2018)
- Mai raramente a volte sempre (Never Rarely Sometimes Always), regia di Eliza Hittman (2020)
- Aftersun, regia di Charlotte Wells (2022)

#### Televisione
- The Girlfriend Experience – serie TV, 7 episodi (2017) - produttrice esecutiva
- La ferrovia sotterranea (The Underground Railroad) – miniserie TV, 10 puntate (2021) - produttrice esecutiva
- True Detective – serie TV (2024) - produttrice esecutiva

### Regista e sceneggiatrice
- Leave Me Like You Found Me (2012)

## Riconoscimenti
- Premio Oscar
  - 2017 – Miglior film per Moonlight
- Premi Emmy
  - 2021 – Candidatura alla miglior miniserie o serie antologica per La ferrovia sotterranea
- Premio BAFTA
  - 2017 – Candidatura al miglior film per Moonlight
  - 2023 - Candidatura al miglior film britannico per Aftersun
- British Independent Film Award
  - 2021 – Candidatura al miglior film indipendente internazionale per Mai raramente a volte sempre
- Independent Spirit Awards
  - 2010 – Candidatura al Producers Award per The Myth of the American Sleepover
  - 2017 – Miglior film per Moonlight
  - 2019 – Miglior film per Se la strada potesse parlare
  - 2021 – Candidatura al miglior film per Mai raramente a volte sempre
- PGA Awards
  - 2017 – Candidatura al miglior produttore di un lungometraggio cinematografico per Moonlight